# Cromit
Cromitul este un mineral de crom și fier, reprezentând, la nivel industrial, minereul principal din care se extrage cromul. Primele mine din care a fost scos în cantități masive cromit au apărut în secolul al XIX-lea. 

## Caracteristici chimice și fizice
Compoziția cromitului este Cr2O4, are un sistem cristalin în general compact sau granular, dar apar, rar și cristale octaedrice, având o duritate de 5,5 pe scara Mohs și o densitate de 5,12g/cm3.Cromitul conține 42,46% crom, 24,95% fier și 28,59% oxigen.

## Istorie
Cromitul a fost descoperit prima oară în anul 1845 în Bastide de la Carrade, Gassin, Var, Provence-Alpes-Côte d'Azur, Franța.

## Răspândire
Cromitul este întâlnit mai ales în Africa de Sud, principalul producător de cromit, și în Kazakhstan.

## Utilizare
Dat fiind că este dur, dens și rezistent la eroziune, se acumulează în sedimente ca depuneri aluvionare. Punctul de topire este 1900 °C. În aliaj cu nichelul, cromul este folosit la întărirea oțelului; în aliaj cu fierul se folosește la producerea oțelului inoxidabil și la cromare.